# Philippe Nihoul
Pour les articles homonymes, voir Nihoul.
Philippe Nihoul, né le 21 septembre 1963 à Charleroi (province de Hainaut), est un scénariste de bande dessinée, journaliste, traducteur belge francophone.

## Biographie
Philippe Nihoul naît le 21 septembre 1963 à Charleroi,.
En 1988, il fait son entrée à Spirou, il commence par une rubrique rédactionnelle illustrée par Mike Deporter et dix ans plus tard il revient avec des rubriques consacrées à David De Thuin, Roger Leloup ou encore Pierre Bailly puis il écrit régulièrement la rubrique Allô ? Où en es-tu ? de 2000 à 2002 et il tient encore la rubrique Cher Spirou de 2002 à 2004.
Au mois de juin 2007, il écrit le scénario d'un premier tome de ce qui deviendra un triptyque Commando Torquémada, pour le dessinateur liégeois Xavier Lemmens publié directement en album dans la collection « Fluide glacial » aux éditions Audie. Et c'est avec une publicité pour cette série que Nihoul fait son entrée dans le mensuel créé par Gotlib : Fluide glacial.
Ce premier tome au registre différent puisque humoristique est différemment reçu : le chroniqueur Mayaud du site BD Gest' relève des inégalités dans le traitement de la narration mais le graphisme selon lui est porteur d'espoir. Quant à Benoît Cassel, membre de l'ACBD et fondateur du site Planète BD, il s'interroge sur la possibilité d'un deuxième tome. Tandis que dans l'interview accordée au rédacteur en chef et futur éditeur Nicolas Anspach sur ActuaBD par les auteurs, ces derniers sont conscients que la thématique abordée dans la série peut faire peur à beaucoup de monde, à savoir sexe, drogue et... religion.
Dans la foulée, le second tome bénéficie d'une prépublication dans BoDoï dans les nos 114 à 116 de l'année suivante et paraît en avril : Dominique, nique, nique..., cette fois l'album est mieux reçu : pour le même chroniqueur, C. Constant, le chroniqueur de BD Gest', trouve une amélioration dans la lisibilité du récit mais c'est dans le magazine dBD que l'album est qualifié d'album du mois. Cet opus lui vaut d'être récipiendaire du prix de la Grande Ourse décerné par la fête de la BD et du livre pour enfants d'Andenne en 2009,. Cette série verra son épilogue dans l'intégrale publiée trois ans plus tard, avec l'adjonction d'un récit inédit Genèse. Elle se voit qualifiée de « série délicieuse d’irrévérence » par Benjamin Roure, chroniqueur de BoDoï,.
Avec au dessin Yan Lindingre, il dépeint Charleroi avec humour par le truchement de Titine à Charleroi une série dérivée de Titine au Bistrot et Le Retour de Titine à Charleroi, aux éditions Audie (2007-2010).
Dans le même temps, Nihoul et Lemmens lancent le triptyque Snuff, un polar d’aventures cynique sur fond de meurtres filmés et de trafic de drogues, dans la collection « Machination » aux éditions Delcourt, La Mélodie du bonheur,,,, premier tome de la série qui allie des jungles hostiles, le polar, l'humour cynique mâtiné de violence, le tout servi par des répliques percutantes à la Michel Audiard selon le critique O. Vrignon de BD Gest'. Le second tome Dans la vallée des ombres est publié en juillet 2012. Pour le troisième tome de cette série, il écrit cette fois pour le dessinateur suisse Bastien Donnier qui prend le relais graphique, édité via la plateforme de financement participatif Ulule en 2022 à l'initiative de BD Must qui réédite les deux premiers tomes.
En 2015, il prend part à une série concept en bande dessinée : Les Reines de sang avec les deux tomes de La Dame Dragon,,, dessinée par Fabio Mantovani avec pour héroïne Tseu Hi dans la collection « Histoire et Histoires » aux éditions Delcourt (2015-2018).
Il change de genre et il s'attaque au western avec Daniel Brecht au dessin pour Les Ombres de la Sierra Madre dans lequel il montre sa passion pour les Apaches. Le premier tome La Niña Bronca est publié aux Éditions Sandawe en 2017. En 2020, c'est aux éditions BD Must que sont publiés les deuxième et troisième tomes de cette série. La série est traduite et publiée en espagnol.
À l'occasion du centenaire de la société anonyme belge de constructions aéronautiques, il écrit le one shot SABCA since 1920 pour le dessinateur Gerardo Balsa, publié dans la collection « Corporate » des éditions gerpinnoises TJ.
Il écrit un récit d'espionnage érotico-loufoque Chastity Blaze pour le dessinateur français Mika publié aux éditions BD Must en 2021.
En 2023, il lance avec le dessinateur Fabio Mantovani la trilogie Les Reines de sang - Boudicca, la furie celte  aux éditions Delcourt. Le premier tome Boudicca, la furie celte, de cette saga historique met en scène la princesse celte Boudicca encore dénommée Boadicée qui s'oppose à l'occupation romaine de la Bretagne quelques décennies avant notre ère. Il enchaîne l'année suivante avec le deuxième volet.
Parallèlement, il traduit de nombreux albums du néerlandais en français,. Il réalise encore les dossiers accompagnant les albums du Marsupilami dans la collection « Hachette ».

### Vie privée
Il vit à Marbaix-la-Tour dans une commune hennuyère.

## Œuvres publiées

### Albums de bande dessinée

#### Commando Torquémada
- 1. Pour la plus grande gloire de Dieu[34]", Fluide glacial, Paris, juin 2007
Scénario : Philippe Nihoul - Dessin et couleurs : Xavier Lemmens -  (ISBN 978-2-85815-032-8)
- 2. Dominique, nique, nique[35],[36]…, Fluide glacial, Paris, avril 2008
Scénario : Philippe Nihoul - Dessin et couleurs : Xavier Lemmens -  (ISBN 978-2-85815-859-1)
- 3. Évangiles I, II, III[9],[10], Fluide glacial, Paris, avril 2011
Scénario : Philippe Nihoul - Dessin et couleurs : Xavier Lemmens -  (ISBN 978-2-352-07021-4),cette intégrale reprend les 2 premiers tomes ainsi qu'une histoire courte Genèse et le tome 3, tous deux inédits en album.

#### Titine à Charleroi
- 1. Titine à Charleroi, Fluide glacial, Paris, novembre 2007
Scénario : Philippe Nihoul - Dessin et couleurs : Yan Lindingre -  (ISBN 978-2-85815-824-9)
- 2. Le Retour de Titine à Charleroi[11], Fluide glacial, Paris, avril 2010
Scénario : Philippe Nihoul - Dessin et couleurs : Yan Lindingre -  (ISBN 978-2-352-07014-6)

#### Snuff
- 1. La Mélodie du bonheur[37] , Delcourt, coll. « Machination », Paris, 22 septembre 2010
Scénario : Philippe Nihoul - Dessin et couleurs : Xavier Lemmens -  (ISBN 978-2-7560-1893-5),Réédition chez BD Must en janvier 2022.  (ISBN 978-2-87535-820-2)
- 2. Dans la vallée des ombres[18],[19], Delcourt, coll. « Machination », Paris, 20 juin 2012
Scénario : Philippe Nihoul - Dessin et couleurs : Xavier Lemmens -  (ISBN 978-2-7560-2205-5),Réédition chez BD Must en janvier 2022.  (ISBN 978-2-87535-821-9)
- 3. Aux sources du mal, BD Must, Bruxelles, 20 juin 2023
Scénario : Philippe Nihoul - Dessin et couleurs : Bastoche -  (ISBN 9782875358226)

#### Les Reines de sang - La Dame Dragon
- 1. Volume 1/2[21],[22],[23],[24], Delcourt, coll. « Histoire et Histoires », Paris, 1 avril 2015
Scénario : Philippe Nihoul - Dessin et couleurs : Fabio Mantovani -  (ISBN 978-2-87535-701-4)
- 2. Volume 2/2[38], Delcourt, coll. « Histoire et Histoires », Paris, 25 avril 2018
Scénario : Philippe Nihoul - Dessin et couleurs : Fabio Mantovani -  (ISBN 978-2-75607-419-1)

#### Les Ombres de la Sierra Madre
- 1. La Niña Bronca[25],[39],[26],[40],[41], Sandawe, Lasne, 17 mai 2017
Scénario : Philippe Nihoul - Dessin et couleurs : Daniel Brecht -  (ISBN 978-2-390-14189-1)
- 2. El Patio del Diablo, BD Must, Bruxelles, 13 janvier 2020
Scénario : Philippe Nihoul - Dessin et couleurs : Daniel Brecht -  (ISBN 978-2-87535-453-2)
- 2. El Patio del Diablo, BD Must, Bruxelles, septembre 2019
Scénario : Philippe Nihoul - Dessin et couleurs : Daniel Brecht -  (ISBN 978-2-87535-459-4),Tirage de luxe à 350 exemplaires numérotés et signés. Réédition en 2020.  (ISBN 978-2-87535-453-2)
- 3. El Dedo de Dios, BD Must, Bruxelles, octobre 2020
Scénario : Philippe Nihoul - Dessin et couleurs : Daniel Brecht -  (ISBN 978-2-87535-544-7),Il existe aussi un tirage de luxe à 350 exemplaires numérotés et signés  (ISBN 978-2-87535-547-8).

#### SABCA since 1920
- 1. SABCA since 1920, TJ Éditions, Gerpinnes, janvier 2020
Scénario : Philippe Nihoul - Dessin : Gerardo Balsa - Couleurs : Sylvaine Scomazzon -  (ISBN 978-2-87535-701-4)

#### Chastity Blaze
- 1. Chastity Blaze, BD Must, Bruxelles, décembre 2021
Scénario : Philippe Nihoul - Dessin : Mika - Couleurs : noir et blanc -  (ISBN 978-2-87535-701-4),Tirage de luxe à 333 exemplaires numérotés et signés. Réédition couleur en 2022, autre couverture.  (ISBN 978-2-87535-831-8)

#### Les Reines de sang - Boudicca, la furie celte
- 1. Volume 1[29],[42],[43], Delcourt, coll. « Histoire et Histoires », Paris, 11 janvier 2023
Scénario : Philippe Nihoul - Dessin et couleurs : Fabio Mantovani -  (ISBN 9782413021919)
- 2. Volume 2[31],[44],[45], Delcourt, coll. « Histoire et Histoires », Paris, 9 octobre 2024
Scénario : Philippe Nihoul - Dessin et couleurs : Fabio Mantovani -  (ISBN 978-2-413-02192-6)

## Prix et distinctions
- 2009 :  prix de la Grande Ourse décerné par la fête de la BD et du livre pour enfants d'Andenne en 2009 pour le scénario de Commando Torquemada t. 2 : Dominique, nique, nique…[8],[2].

#### Livres
: document utilisé comme source pour la rédaction de cet article.
- Thierry Bellefroid et Jean-Marie Derscheid, « Philippe Nihoul - Scénariste », dans 77 auteurs de bande dessinée en Wallonie et à Bruxelles, Bruxelles, Wallonie-Bruxelles International, 2017, 128 p. (ISBN 2-930071-83-4, lire en ligne), p. 85. .
- Philippe Mellot, Michel Denni, Laurent Turpin et Isabelle Morzadec, Trésors de la bande dessinée : BDM 2021-2022 - Catalogue encyclopédique et Argus, Paris, Les Arènes, novembre 2020, 22e éd., 1700 p., ill. ; 23 cm (ISBN 9791037502582, OCLC 1240308146, présentation en ligne), p. 272, 316, 895, 918, 1069, 1162. .

#### Périodiques
- « L’album du mois : Commando Torquemada de Philippe Nihoul et Xavier Lemmens. C'est chez Fluide et c'est hilarant ! », dBD, no 22,‎ avril 2008 (ISSN 1951-4050).
- Philippe Nihoul et Fabio Mantovani (interviewés par Paul Giner), « Case à case : L'impératrice aux deux visages - Entretien avec Philippe Nihoul et Fabio Mantovani », Casemate, no 80,‎ avril 2015 (ISSN 1964-504X).

#### Articles
- Philippe Nihoul et Xavier Lemmens (interviewés par Nicolas Anspach), « La thématique de ‘Commando Torquemada’ a fait peur à beaucoup de monde ! », ActuaBD,‎ 12 juillet 2007 (lire en ligne, consulté le 13 avril 2023)
- Philippe Nihoul et Xavier Lemmens (interviewés par Melville), « Entretien avec Philippe Nihoul et Xavier Lemmens », Sceneario,‎ avril 2011 (lire en ligne, consulté le 13 avril 2023).